# Juta Falkenberská
Juta Falkenberská či Jitka Opolsko-Ratibořská († po 1378) byla opavská a hlubčická kněžna z rodu slezských Piastovců.
Byla dcerou opolsko-falkenberského knížete Boleslava I. Provdána byla za opavského knížete Mikuláše II. z vedlejší větve přemyslovského rodu. Svému muži porodila dva syny, Václava a Přemka a dceru Annu, provdanou za Petra ze Šternberku. Jako zapsané věno obdržela Landek a Hlubčice. Za doby dělení knížectví mezi Mikulášovi dědice spravovala v roce 1376 město Opavu. Na podzim 1377 odjel nyní již plnoletý Václav v družině českého krále Karla do Francie a jelikož Přemysl plnoletý ještě nebyl, spravovala Juta na přelomu let 1377/78 jejich společnou část knížectví. Pohřbena je v kostele svatého Ducha v Opavě.